# Babri Masjid
Babri Masjid (Babrimoskén) var en moské byggd av sultan Babur i den indiska staden Ayodhya på 1500-talet. Bland hinduerna är det en vedertagen uppfattning att moskén uppfördes efter att man först förstört ett hinduiskt tempel på samma plats. Detta tempel ska ha uppförts på guden Ramas födelseplats.
Sedan hinduer 1949 bröt sig in i moskén och placerade gudabilder föreställande Rama på olika ställen i helgedomen stängdes moskén av indiska staten. 1986 öppnades moskén åter, efter ett beslut av en domstol. Begäran om återöppning hade gjorts av den hinduiska organisationen Vishwa Hindu Parishad för att hinduer skulle kunna utföra religiösa ceremonier där.
Lal Krishna Advani, en politiker från partiet BJP, inledde 1990 en kampanj med målet att ett Ramatempel skulle uppföras i moskéns ställe. Kampanjen nådde dock sin utomparlamentariska kulmen, genom att närmare en miljon hinduiska aktivister 6 december 1992 rev moskén, i det närmaste med sina bara händer.